# Districte de Châteaulin

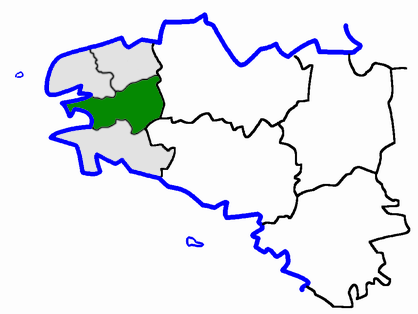
Districte de Châteaulin

El Districte de Châteaulin és un dels quatre districtes en què es divideix el departament francès de Finisterre, a la regió de la Bretanya. Té 7 cantons i 61 municipis. El cap del districte és la sotsprefectura de Châteaulin.

## Categoria
cantó de Carhaix-Plouguer - cantó de Châteaulin - cantó de Châteauneuf-du-Faou - cantó de Crozon - cantó de Le Faou - cantó d'Huelgoat - cantó de Pleyben